# A Mulher do Meu Amigo
A Mulher do meu Amigo é um filme brasileiro de 2008, do gênero comédia, com roteiro e direção de Cláudio Torres.
Foi o terceiro filme em que Marcos Palmeira e Antônio Fagundes atuaram juntos. Os anteriores foram Leila Diniz (1987) e Villa-Lobos - Uma Vida de Paixão (2000).
Suas filmagens ocorreram em janeiro e fevereiro de 2007, no Rio de Janeiro. Foi parcialmente financiado com recursos da lei federal 8.685/93 e do Prêmio Adicional de Renda 2006.

## Sinopse
Filme conta a história do bem-sucedido homem de negócios Thales (Marcos Palmeira), que está em crise com sua profissão. Casado com a rica, bonita e mimada Renata (Mariana Ximenes), ele trabalha no escritório do poderoso e amoral empresário Augusto (Antônio Fagundes) que, além de chefe, é também seu sogro. Durante uma temporada de férias, desfrutada numa casa de campo com sua esposa e os amigos de longa data Rui (Otávio Müller) e Pamela (Maria Luisa Mendonça), Thales decide que vai parar de trabalhar. A resolução, aparentemente pessoal e intransferível, acaba afetando a vida de todos que o cercam e desencadeando uma série de confusões, como uma improvável troca entre os casais.

## Elenco
- Marcos Palmeira.... Thales
- Mariana Ximenes.... Renata
- Maria Luísa Mendonça.... Pamela
- Otávio Müller.... Rui
- Antônio Fagundes.... Augusto